# 우장산로
우장산로(雨裝山路, Ujangsan-ro)는 서울특별시 강서구 우장산동에서 화곡동까지 이르는 서울특별시도로, 총 연장은 1.327 km이다. 이름이 유래된 것은 우장산에 오르는 길로서 지형특성을 인용하여 부여하였다.

## 역사
- 2010년 6월 30일 : 도로명으로 우장산로를 고시

## 주요 경유지
- 강서구
  - 우장산동 - 화곡6동

## 접촉하는 도로
- 강서로
- 화곡로

## 주요 건물 및 시설
- 우장산월드메르디앙아파트 (우장산로 8/내발산동 734)
- 천우네오젠아파트 (우장산로 13/내발산동 665-17)
- 롯데아파트 (우장산로 38/내발산동 728)
- 우장산롯데아파트2차 (우장산로 47/내발산동 729)
- 우장산길성그랑프리텔 (우장산로 82/화곡동 1157)
- 우장산롯데아파트 (우장산로 92/화곡동 1148)
- 우장산한화꿈에그린아파트 (우장산로 103/화곡동 1151)
- 화곡6-1공영주차장 (우장산로 114/화곡동 1103-6)
- 스타호텔 (우장산로 128/화곡동 1105-12, 구 스카이관광호텔)

## 같이 보기
- 우장공원